# Урчух
Урчу́х — село в Шамильском районе Дагестана. Входит в состав сельского поселения «Сельсовет „Ругельдинский“».

## Географическое положение
Расположено в 14 км к югу от районного центра села Хебда, на левом берегу реки Квенишор.

## История
В 1944 году, после депортации чеченского населения с Северного Кавказа и ликвидации ЧИАССР, все население сел Рукдах, Хиндах и Урчух было переселено в село Байтарки вновь образованного Андалалского района, которое в свою очередь было переименовано в Хиндах. Постановлением ПВС ДАССР от 10.03.45 г. и 08.02.47 г. села Урчух, Рукдах и Хиндах ликвидированы в связи с переселением. В 1957 году, в связи с восстановлением ЧИАССР, жители переселенных сел вернулись на прежнее место жительства, населённые пункты восстановлены в учёте.

## Население
| 1869 | 1888 | 1895 | 1926 | 1939 | 1970 | 1989 |
| ---- | ---- | ---- | ---- | ---- | ---- | ---- |
| 128  | ↗173 | ↗175 | ↗183 | ↘171 | ↘127 | ↘88  |
| 2002 | 2010 | 2021 |      |      |      |      |
| ↘78  | ↗125 | ↘63  |      |      |      |      |